# Croce e medaglia Benemeriti per l'anno santo 1925
La Croce e medaglia Benemeriti per l'anno santo 1925" venne istituita da papa Pio XI per premiare quanti avessero preso parte agli eventi dell'Anno Santo del 1925.
La decorazione venne istituita in una croce di quattro classi di benemerenza e una medaglia che venne distribuita a civili e militari impegnati nelle operazioni della celebrazione.

## Insegne
La croce era composta di una croce patente di argento o bronzo (a seconda delle classi) e smalti, avente tra le braccia dei gigli ed al centro una tondo con la figura di una croce raggiante sopra un globo terrestre attorniata da una fascia riportante la legenda "ANNO IVBILAEI MCMXXV" ("Anno giubilare 1925"). Sul rovescio, la medesima croce riportava un tondo con al centro la scritta "BENEMERENTI" ed attorno la legenda "PIVS XI PONT. MAX. ANNO IV". La croce era sostenuta al nastro tramite un triregno in metallo sotto il quale erano presenti due chiavi di San Pietro decussate. A seconda delle classi la decorazione aveva un aspetto diverso:
- Croce di I classe - in argento, smaltata integralmente
- Croce di II classe - in argento, bordo smaltato
- Croce di III classe - in bronzo, bordo smaltato
- Croce di IV classe - in bronzo senza smalti

La medaglia era composta da un tondo d'argento o bronzo (a seconda delle classi) riportante al diritto il busto di papa Pio XI rivolto verso destra ed attorniato dalla legenda "PIVS XI PONT. MAX". Il rovescio riportava invece nel campo una croce nimbata sopra la raffigurazione del mondo, attorniata dalla scritta "PAX XPI IN REGNO XPI" ("Pax Christi in Regno Christi"). Attorno ad essa si trovava una legenda riportante "ANNO IVBILAEI MCMXXV - BENEMERENTI". La medaglia aveva un diametro di 36 mm e un peso di 21,6 grammi.
Il nastro era blu con una striscia bianca e una più piccola per parte.